# Corail de feu branchu
Millepora alcicornis
Espèce
Statut de conservation UICN

 LC  : Préoccupation mineure
Statut CITES
Le corail de feu branchu (Millepora alcicornis) s'organise en colonies formant une structure branchue. Les ramifications de ses branches sont cylindriques, généralement dans un seul plan mais parfois dans toutes les directions. Ils encroûtent souvent les colonies de gorgones et prennent leur forme. Leur surface est lisse ponctuée de minuscules pores comme des trous d'aiguilles. Les polypes étendus apparaissent comme un fin duvet.
Ces coraux sont de couleur ocre allant du jaune moutarde au brun ; les extrémités des ramifications sont blanches.

## Abondance
Abondant à commun depuis la Floride jusqu'au Brésil au sud, ainsi qu'au Cap-Vert.

## Habitat
Dans tous les environnements marins, peu commune en zones battues peu profondes.

## Profondeur
Plus de 10 mètres.

## Effets
- Urticant : le contact avec la peau nue produit une intense brûlure durant peu de temps
- rougeurs, éruptions et marques.